# Climbing Mount Improbable
Climbing Mount Improbable är en populärvetenskaplig bok av Richard Dawkins från 1996. Boken handlar om sannolikhet och hur den tillämpas på evolutionsteorin, och är utformad för att blotta påståenden från kreationism (skapelsetro) om sannolikheten för naturalistiska mekanismer som det naturliga urvalet.